# Belaya (Chukotka)
Belaya (tiếng Nga: Бе́лая) là một chi lưu chảy theo hướng nam của sông Anadyr tại cực đông bắc của Siberi. Sông bắt nguồn từ điểm hợp lưu giữa sông Enmyvaam, bắt nguồn từ hồ Elgygytgyn, chảy từ tây bắc và sông Yurukuveem, có chi lưu chính là Bolshaya Osinovaya, từ phía bắc. Lưu vực sông rộng 44.700 km² và có chiều dài 487 km (Belaya cộng Yurukuveem). Sông chảy qua các khu vực dân cư thưa thớt của khu tự trị Chukotka. Sông Belaya gặp sông Anadyr cách cửa sông này 300 km và thuộc vùng trung-hạ du. Bên dưới điểm hợp lưu với Belaya, Anadyr tách thành nhiều dòng nước nhỏ hơn. Các sông bị đóng băng từ 8 đến 9 tháng mỗi năm.